# 珍惜 (NEWS單曲)
《珍惜》（日語：チェリッシュ），是日本男性偶像組合NEWS第3張單曲。

## 概要
- 初回生産限定盤及通常盤的封面、內頁及收錄歌曲是不同。

## 收錄曲目

### 初回生産限定盤
1. 珍惜
  - 作詞・作曲: 福士健太郎
2. Party Time
  - 作詞: zopp、作曲: Henric Uhrbom, Julius Bengtsson, Anders Bergstrom
3. SHOCK ME
  - 作詞: 近藤ナツコ、作曲: 飯田建彦
4. 珍惜(伴唱版本)

### 通常盤
1. 珍惜
2. Party Time
3. Devil or Angel
  - 作詞: H.U.B.、作曲: m-takeshi、Rap: Lowarth